# Gestão de relacionamento com o cliente
Customer relationship management (CRM) é um termo em inglês que pode ser traduzido para a língua portuguesa como Gestão de Relacionamento com o Cliente. Foi criado para definir toda uma classe de sistemas de informações ou ferramentas que automatizam as funções de contato com o cliente. Estas ferramentas compreendem sistemas informatizados e fundamentalmente uma mudança de atitude corporativa, que objetiva ajudar as campanhas a criar e manter um bom relacionamento com seus clientes armazenando e inter-relacionando de forma inteligente, informações sobre suas atividades e interações com a empresa.
Segundo Kotler e Fox (1998), conquistar clientes novos custa entre 5 a 7 vezes mais caro do que manter os mesmos clientes que já possui. Por isso, utilizar ferramentas como o CRM, que permitam a fidelização de um cliente, são estratégias corporativas a definir e implementar.

## Definição
Customer relationship management é uma estratégia de gestão de relacionamento com o cliente voltada ao entendimento e antecipação das suas necessidades. É uma filosofia, uma estratégia e um processo que está ligada diretamente com os três principais pilares do marketing. O CRM é utilizado para coletar os dados dos clientes, armazená-los e facilitar cruzamentos desses dados. Apesar de ser um grande desafio, a identificação do cliente feita pela empresa é um fator decisivo nas iniciativas de relacionamento “one to one”. O CRM é uma ferramenta voltada para o processo de foco no cliente, aquisição, transação, atendimento, retenção e construção de relacionamento de longo prazo com os clientes.
O seu objetivo principal é auxiliar as organizações a angariar e fidelizar clientes ou prospectos, fidelizar clientes atuais na busca de atingir a sua satisfação total, através do melhor entendimento das suas necessidades e expectativas e formação de uma visão global dos ambientes de marketing.
O CRM abrange, na generalidade, três grandes áreas:
- Automatização da gestão de marketing
- Automatização da gestão comercial, dos canais e da força de vendas
- Gestão dos serviços ao cliente

Os processos e sistemas de gestão de relacionamento com o cliente permitem que se tenha controle e conhecimento das informações sobre os clientes de maneira integrada, principalmente através do acompanhamento e registro de todas as interações com o cliente, que podem ser consultadas e comunicadas a diversas partes da empresa que necessitem desta informação para guiar as tomadas de decisões.
Uma das atividades da Gestão do Relacionamento com o cliente implica registrar os contatos por si realizados, de forma centralizada. Os registros não dependem do canal de comunicação que o cliente utilizou (voz, fax, e-mail, chat, SMS, MMS etc) e servem para que se tenham informações úteis e catalogáveis sobre os clientes. Qualquer informação relevante para as tomadas de decisões podem ser registradas, analisadas periodicamente, de forma a produzir relatórios de gestão.
Com o fim dos third-party cookies , também conhecidos como cookies de terceiros, a plataforma de CRM é uma alternativa, pois uma opção para a falta de cookies do navegador é utilizar do cadastro, onde o site disponibiliza informação gratuita de qualidade ao usuário e, em troca, pede a sua inscrição na plataforma e para que a empresa tenha controle sobre os usuários desde o início do contato pode utilizar do CRM. 

## Growth-Hacking e o CRM
Por ser uma ferramenta ligada aos processos de marketing e dos serviços ao consumidor, o CRM tem total influência nas estratégias de Growth-Hacking. Um exemplo de usabilidade do CRM é no planejamento de um Funil de Vendas. Quando se tem um bom conhecimento sobre as preferências dos consumidores, o funil se torna mais preciso.
Como o Growth-Hacking se baseia na ideia de testes e validações de mercado para alavancar negócios, quanto mais precisão você tiver sobre seus dados, menos chance você tem de errar. Sendo assim, o CRM pode ajudar nas estratégias de Growth-Hacking, trazendo insights sob a perspectiva dos consumidores.

## Tipos de CRM[6]
- CRM Operacional: é a aplicação da tecnologia de informação para melhorar a eficiência do relacionamento entre os clientes e a empresa. Prevê a integração de todos os produtos de tecnologia para proporcionar o melhor atendimento ao cliente.
- CRM Colaborativo: é a aplicação da tecnologia de informação que permite a automação e a integração entre todos os pontos de contato do cliente com a empresa. Estes pontos de contato devem estar preparados para interagir com o cliente e disseminar as informações levantadas para os sistemas do CRM operacional.
- CRM Analítico: componente do CRM que permite identificar e acompanhar diferentes tipos de clientes dentro da carteira de uma empresa e de posse destas informações, determinar qual a estratégia a seguir para atender às diferentes necessidades dos clientes identificados. Normalmente utiliza recursos de mineração de dados para localizar padrões de diferenciação entre os clientes.
- CRM Estratégico: utiliza da pesquisa de mercado para apoiar os outros tipos de CRM possam ser implementados. Ou seja, graças a um estudo de mercado se antecipa às necessidades dos consumidores.

A união de tecnologia e capital relacional e humano provê coleta, analise e aplicação, de forma ética e legal, informações relativas às capacidades, vulnerabilidades e intenções de seus concorrentes e monitoram acontecimentos do ambiente competitivo geral.
A globalização, a desregulamentação e a privatização, a volatilidade, a convergência, as fronteiras menos definidas entre os setores de atividades, a prevalência de padrões, o fim da intermediação e a nova consciência ecológica, esses fatores devem ser administrados simultaneamente. O impacto dessas mudanças afeta as empresas de maneiras diferentes, tanto no entorno competitivo quanto nas competências essenciais da organização, incorporar novas tecnologias aos negócios tradicionais e aprender a transferir competências essenciais entre unidades de negócios (HAMEL; PRAHALAD,1999)

## A abordagem do CRM
O CRM é um conceito complexo que inclui 3 abordagens, segundo Pedron e Saccol (2009)
1. Abordagem Filosófica, que guia o relacionamento da empresa com qualquer stakeholder,
2. Visão Estratégica, que foca na ação e planejamento estratégico da empresa direcionado aos seus clientes, podendo gerar vantagem competitiva, e
3. Tecnologia da Informação, que provê condições estruturais para a execução do CRM, seu planejamento e suas interações e valores.

## Evolução
O CRM evoluiu de técnicas tradicionais de Marketing (ou Marketing Transacional), para o Marketing Relacional, e por fim, evoluindo para o CRM (Gerenciamento de Relacionamento com os Clientes). Cobra e Brezzo (2010) relacionam no Marketing Transacional, ou seja, a transferência de propriedade e / ou uso de um bem ou serviço econômico, sendo a relação mercadológica puramente comercial e pouco considera o fluxo de informações.
Já Morgan e Hunt (1994) consideram o Marketing de Relacionamento não somente uma transação econômica, mas a busca em se estreitar as atividades de Marketing, ao buscar estabelecer, desenvolver e manter a relação das trocas econômicas entre os agentes.
O CRM evolui as definições de Marketing Relacional, ao incorporar elementos de Tecnologia da Informação, tais como DataWarehouse, Data Mining, Automação de Força de Vendas, Canais de Relacionamento e suas variantes, para unificar esforços de relacionamento com o uso intensivo da tecnologia aplicada, segundo Cobra e Brezzo (2010).

## CRM e o Ensino
Instituições de Ensino Superior (IES) estão começando a adotar o CRM (Customer Relationship Management), para que possa acompanhar o aluno ao longo da sua vida. Para a prática do sistema CRM é muito importante ter informações consistentes e completas sobre os estudantes, para que possa ser feita uma análise de cada um deles no seu processo de ensino e aprendizagem, resultando em conhecimento sobre os mesmos e sobre seu comportamento acadêmico. Com base neste conhecimento, cada professor poderá, de forma efetiva, executar um conjunto de ações com seus alunos. O conjunto de ações deve ser previamente definida pela instituição, de acordo com a sua Estratégia de CRM e deve garantir uma adequada e eficaz relação professor-instituição.(PIEDADE e SANTOS)
De acordo com Araújo (2009), CRM é uma expressão que pode ser traduzida para a língua portuguesa como Gestão de Relação com o Cliente. O conceito de CRM, define toda uma classe de instrumentos que facilitam o contato com o cliente, sendo que serve de elo entre a empresa e o cliente. A adoção do CRM implica na mudança de atitude da empresa, uma vez que pretende aprimorar o relacionamento com os seus clientes, facilitando e inter relacionando de forma perspicaz e o desenvolvimento de informações sobre suas ações e interações com a empresa.
De acordo com Seeman e O'hara (2006) e Grant e Anderson (2002) apud Rigo, Pedron e Caldeira(2012):
 Estas iniciativas tem como finalidade, aumentar o desempenho nas práticas de gestão, comuns em outras indústrias, e assim melhorar a relação entre a escola e os alunos, especialmente em educação executiva. Através de um sistema de CRM educacional, eles podem ter um entendimento completo das necessidades do aluno e expectativas em fases de interação aluno importantes, por exemplo: admissão, matrícula, taxas processos de pagamento, de avaliação e de aprendizagem.
Atualmente, os meios de comunicações estão sendo muito utilizados pelas Instituições de Ensino Superior, como formas de divulgação para a captação de clientes (alunos). Estas ferramentas de CRM permitem o direcionamento da comunicação certa para o cliente certo, ou seja, o aluno recebe informações de cursos que tem mais propensão a realizar - significando uma comunicação mais efetiva para IES com o aluno. Os autores também mencionam o CRM como uma forma de aumentar o relacionamento entre IES e a comunidade, especialmente o mundo empresarial.
Cabe ressaltar, que não apenas no âmbito da IES mas de forma geral, os processos e sistemas de gestão de relacionamentos com o cliente, facilitam o feedback e controle nas informação sobre os clientes de maneira integrada, que podem ser consultadas e participadas em distintas partes da empresa, que precisem desta informação para a tomadas de decisões.
Neste sentido, a comunicação é a principal atividade de contato com o cliente, sendo que os registros não dependem do canal de comunicação que o cliente utilizou (voz, fax, e-mail, chat, SMS, MMS, etc), simplesmente servem para que se tenham informações úteis e catalogáveis sobre os clientes. No Ensino Superior, através dos registros efetuados pelos alunos nas matriculas, é possível ter acesso à comunidade universitária, e divulgar através de por exemplo, e-mail, quais as novidades existentes em cursos, estágios, oportunidades de carreira, etc, de forma a potenciar, não só novos candidatos, como também, potenciar novas inscrições de alunos já matriculados.
Importância da gestão de relações entre universidades e seus usuários
Segundo Ochoa; Prado e Torres, para alcançar o sucesso dentro de uma organização, é essencial uma boa relação de todos os envolvidos (clientes e funcionários), uma vez que são a razão de ser da mesma. Daí a necessidade da mesma gerencia essas relações, para que se tornem clientes cativo (ou seja, que volte a compra na empresa), que se comuniquem com outras pessoas mostrando a sua satisfação com o produto e / ou serviço recebido e, assim, construa uma reputação favorável para a empresa. Se a empresa consegue administrar e combinar os fatores acima mencionados, poderá aumentar a sua chance e obter boas referências dos seus atuais clientes e aumentar a taxa de retorno dos mesmos a empresa.
A gestão de relacionamento permite o monitoramento do grau de satisfação do cliente. Para tanto, é essencial obter um feedback do cliente sobre a empresa, para saber a sua avaliação da reputação da empresa. Esse é mecanismo que permite melhorar a qualidade dos serviços e produtos oferecidos, na tentativa de superar as expectativas dos clientes.(Ochoa; Prado e Torres)     
ESTUDO DE CASO "Instituição de Ensino e uso do CRM"
De forma a ilustrar o uso do CRM em Instituição de Ensino Superior, apresenta-se uma caso descrito em RIGO, Pedron e Caldeira (2012). A referida IES que implantou o CRM, fica situada em Lisboa (Portugal) e é uma das mais antigas e importantes IES de economia e gestão do país, com mais de cem anos de história. A sua comunidade estudantil é composta por mais de 5.000 alunos, cerca de 240 docentes e 80 funcionários, formando anualmente quase 1.000 alunos nos vários cursos oferecidos (graduações, mestrados, doutorados e formação para executivos).
A implantação do projeto teve inicio em 2010, e o software adotado para tal propósito foi o da Microsoft Dynamics CRM 2011. Primeiramente definiram uma equipe técnica especializada e mapearam os requisitos do projeto. O objetivo do Projeto de CRM, não estava apenas focado em reter e satisfazer sua comunidade estudantil, mas também melhorar seu relacionamento com empresas clientes (que permitiria aumentar a oferta da IES em educação executiva e consultoria de gestão empresarial) e Universidades parceiras (que permitiria aumentar os projetos de pesquisa em conjuntos, por exemplo). No entanto, esse não era seu único objetivo, também queria desenvolver programas para atrair estudantes talentosos, angariar antigos estudantes para a realização de novos cursos e aprimorar o relacionamento entre os próprios colaboradores da instituição.
Segundo os autores, o projeto procurou sistematizar toda a informação já existente na IES, não só sobre os alunos, docentes, mas também todos os funcionários. Isso e permitiu a atração, retenção e fidelização dos stakeholders da IES, aumentando assim as relações da IES com a sociedade.

## CRM e a Informática
Por vezes o CRM é entendido única e exclusivamente como os sistemas de computador desenvolvidos para a gestão de clientes, ou mesmo como sistemas de vendas ainda mais simplificados.
Na realidade o CRM é apenas o conceito conforme descrito acima, e os sistemas de informática são as ferramentas que auxiliam na gestão do relacionamento com clientes, estas ferramentas são chamadas de Sistemas de CRM.
- Gerenciar seus contatos (clientes, contatos, parceiros)
- Identificar e definir o perfil dos melhores clientes
- Organizar a comunicação com seus clientes
- Acompanhar as encomendas e as notas fiscais
- Antecipar a evolução do mercado
- Organizar uma assistência técnica personalizada
- Automatizar tarefas específicas

## Vantagens
Existem diversos benefícios na implementação do CRM como reduzir custos, aumento da receita, retenção de clientes por um maior período de tempo. Isso graças ao estudo das informações no banco de dados, que ajudam a empresa a compreender melhor seus clientes. A empresa passa a conhecer seus clientes e com isso consegue promover a lealdade, clientes leais custam menos e garantem um retorno mais positivo. A retenção é menos onerosa que a aquisição, equipes de venda podem ser mais eficazes quando conhecem bem cada cliente individualmente. Clientes satisfeitos além de comprar mais, fazem recomendações positivas a seus amigos. Um cliente satisfeito pode atrair muitos outros clientes apenas com a comunicação boca a boca no entanto uma comunicação boca a boca negativa pode ter um impacto muito maior e afastar possíveis clientes. É importante as empresas ficarem atentas as mídias sociais pois esse tipo de boca boca é realizado nas redes sociais, blogs e muitas outras mídias on-line.
As vantagens de um gerenciador de relações com clientes são, antes de tudo, econômicas e estratégicas. Então, um sistema de CRM permite:
- Permitir a centralização das informações (por ser uma solução em nuvem facilita o acesso rápido e em qualquer localização)
- Aumentar a taxa de fidelização da clientela (que custa 5 vezes menos do que conquistar novos)
- Economizar tempo graças à automatização de certas tarefas (aumentar a produtividade)
- Otimizar a colaboração entre os diversos serviços da empresa (comercial, marketing, serviço pós-venda)
- Melhorar a reatividade em face de um problema específico (ex : diminuição dos volumes de venda)
- Contribuir para vantagem competitiva da empresa
- Aumentar os lucros da empresa (margem em cada cliente)
- Permitir uma visão mais ampla do negócio (a partir da centralização e integração entre setores)

## CRM e Programas de Fidelidade
Uma das ferramentas pelas quais organizações desenvolvem o CRM é o desenvolvimento de programas de fidelidade, ou ainda, conhecidos como programas de milhagem.

## CRM e Modelos de Maturidade de Gestão
Sohrabi (2010) informa que a gestão do relacionamento com o cliente (CRM) é eficaz e traz muitos benefícios para as organizações, uma das inúmeras possibilidades dessa ferramenta é a análise do perfil de seus clientes, ao auxiliar a organização a identificar diversas particularidades. Porém a implementação da gestão do relacionamento com o cliente (CRM) é incerta. E para reduzir seus riscos é necessário realizar um planejamento para se chegar aos resultados desejados.
A performance do CRM dentro de uma organização é repleta de promessas, porém suas orientações de implementação são mínimas.
Desta forma antes de realizar a implementação do CRM na organização é necessário realizar a avaliação do desenvolvimento de determinados processos, a fim de identificar melhorias para assim aumentar a maturidade, e após esse aumento realizar a implementação para obter os resultados esperados.
Diversos modelos já foram desenvolvidos, dentre eles o modelo de Markus et al. (2000), Ward et al. (2005) composto por quatro fases que variam de acordo com o processo de implementação e dentro de cada fase existe uma particularidade distinta.
O modelo de Lipka (2006) propõe um processo que se reúne nas fases que já se antecederam, tal modelo é composto por 12 etapas que guiam a organização e dão suporte para permanecer com o CRM.
Um grupo intitulado Meta desenvolveu uma capacidade de avaliação atrelada ao CRM. O enfoque está nos processos internos da organização sua base esta pautada no Capability Maturity Model do Software Engineering Institute. Já a organização Detecon possui um modelo de maturidade pautada em cinco níveis, tal modelo analisa determinados fatores dentro do CRM. (Gamm et al., 2005).
Ekstam et al. (2001) propôs o modelo KTH que não foi validado empiricamente, mas propõem que o CRM deve ser inserido ou modificado por fases. Tal modelo esta pautado no CMM.
O modelo proposto por Sohrabi (2010) esta fundamentado em fatores críticos de sucesso, níveis CMMI e lógica RADAR. O modelo CMMI é um modelo conceituado e muito reconhecido. Por meio da lógica RADAR e do instrumento elaborado pelos autores é possível identificar fatores que precisam ser tratados dentro da organização. 	
Portanto, o objetivo do modelo de maturidade nada mais é do que ajudar as organizações a aperfeiçoar seus processos, os melhorando para assim realizar a implementação do CRM.
Poeppelbuss et al. (2011) realizaram uma meta-análise, e ao selecionar e avaliar 76 modelos de maturidade publicados nos principais periódicos e anais de conferências de Sistemas de Informação (SI) durante 1996 e -2011,  sob 3 perspectivas diferentes:
- (a) perspectiva de pesquisa, o que é relevante para os estudiosos que estão interessados no projeto e na adoção de modelos de maturidade;
- (b) uma perspectiva de publicação, que reflete os interesses dos autores e revisores de modelos de maturidade artigos;e
- (c) uma perspectiva prática [Gerencial], para os usuários e consultores modelo de maturidade.

Suas conclusões foram: (a) Do ponto de vista de pesquisa, o Capability Maturity Model (CMM) é a base mais dominante do passado é a pesquisa sobre modelos de maturidade. Em contraste, as teorias sobre a concepção e adoção de modelos de maturidade são distintamente raros. (b) Sob a visão de publicações, foram considerados tanto pesquisas empíricas quantitativas e qualitativas, mas, com uma redução de pesquisas puramente conceitual. Localizada principalmente na área de TI e organizações, enquanto o domínio outrora muito popular de desenvolvimento IS é de menor interesse atualmente e o nível de atividade da publicação no campo geralmente tem vindo a aumentar ao longo dos
últimos quinze anos,
com pesquisadores norte-americanos e europeus dominando a discussão acadêmica. (c) Na perspectiva gerencial, os autores propuseram conselhos sobre a aplicação prática dos modelos de maturidade a partir de uma análise crítica da literatura.
Poeppelbuss et al. (2011) esperam que os resultados estimulem e orientem futuras pesquisas no campo ao informar o desenvolvimento e utilização de modelos de maturidade teórica na prática.
A Maturidade pode ser considerado como:
- Uma medida que permite que as organizações para avaliar as suas capacidades no que diz respeito a uma determinada área problemática [Rosemann e de Bruin, 2005 apud Poeppelbuss, 2011].
- O conceito pode referir-se a diferentes tipos de recursos organizacionais. Mettler [2011 apud Poeppelbuss, 2011].
- De Bruin et al. [2005], ao identificar uma descrição comparativa de modelos de maturidade, usa a metáfora de uso é de avaliação de maturidade uma fotografia de uma organização sobre o seu desempenho em um determinado ponto [Chiesa et al., 1996 apud Poeppelbuss, 2011].
- Modelos de maturidade são frequentemente referidos como estágios-de-crescimento ou modelo de estágios [Stage Model], considerado como uma teoria que explica e prevê a evolução da TI em negócio.
- Solli-Sæther e Gottschalk [2010 apud Poeppelbuss, 2011] consideram o desenvolvimento de modelos de estágios como uma teoria desenvolvida por empresas de TI.
- Pesquisadores consideram modelos de maturidade como artefato de TI [March e Smith,1995 apud Poeppelbuss, 2011Poeppelbuss], ou um paradigma cientifico de design [Hevner et  al. de 2004 Poeppelbuss, 2011] e provê um roadmap para melhoria organizacional contínua [Iversen et al., 1999 apud Poeppelbuss, 2011].

## CRM Social
Também conhecido como CRM 2.0, o CRM Social é uma evolução do conceito tradicional de gestão de relacionamento de clientes, por criar uma conexão dos processos de CRM com as redes sociais, que vêm sendo amplamente utilizadas por clientes, fornecedores, parceiros de negócio, colaboradores, organizações não-governamentais e órgãos do governo. Todos eles são integrantes do ecossistema onde estão inseridas as empresas, por isso a importância de capturar suas percepções por meio das redes sociais, onde são discutidos - principalmente pelos clientes - aspectos como preços de produtos e de serviços, experiências de compra, oferta de serviços agregados, como qualidade da assistência pós-venda, dentre outros. Essa argumentação em redes sociais gera impacto na opinião dos já clientes e dos potenciais clientes, em um formato de comunicação similar ao "boca-a-boca".
A abordagem tradicional do CRM sempre foi a de obter informações para engajar os clientes, porém sem construir a confiança mútua (mutual trust) entre empresas e clientes. Já o CRM Social propõe um modelo para a empresa construir a confiança (trust) e conquistar a lealdade (loyalty) dos clientes, conforme explicado por Yawised & Marshall (2013). Para isso a empresa precisa participar do ecossistema de seus clientes, tendo uma maior exposição, no entanto coletando informações mais críticas para os seus processos de negócio.
O CRM Social não é um complemento ao CRM tradicional, mas é uma versão nova, que traz um conjunto completo de estratégias, processos e tecnologias de CRM, além de agregar o gerenciamento no âmbito de redes sociais. Acker et al. (2011)  explica que são as ferramentas e os processos que cada empresa precisa para gerenciar a relação com os "consumidores sociais" e mesmo gerenciar crises no mundo das redes sociais.

## CRM e o Call Center
Com o aumento da tecnologia, a competição entre as empresas tornou-se ainda mais acirrada, mas muitas empresas enfrentam dificuldades em acompanhar os avanços tecnológicos principalmente devido ao seu custo (RICCI, 2013)
O SAC (Serviço de Atendimento ao Cliente) começou a visar cada vez mais a satisfação dos cliente, utilizando em muitos casos ferramentas de CRM (Customer Relationship Management) (CRUZ, 2005). O CRM faz parte das novas iniciativas de marketing, que por meio de banco de dados e sistemas de informação, visam a melhoria no relacionamento da empresa com os seus clientes (OLIVEIRA, 2009).
Empresas que adotam CRM estão preocupadas em coletar informações dos seus clientes para definir a sua personalidade, ou
seja, o seu perfil (POSSAS, 2002). A percepção dos clientes está na agilidade, objetividade, clareza, respeito, paciência e se será atendido de forma eficiente e o mínimo esperado e que eventualmente não é satisfatório devido falta de informação, tempo médio de atendimento e Pela falta de resolução do problema apresentado. (TELLES, 2002).
O SAC atua como uma ferramenta fundamental para o controle estratégico que possibilita a análise das ameaças e riscos, além de contribuir para as melhorias através da satisfação de seu cliente tentando superar suas expectativas (TELLES, 2009).
No Call Center existem dois tipos de chamadas, as ativas (também denominadas de outbound) – as quais a empresa contata o cliente, e as receptivas (também chamadas de inbound) as quais o cliente contata a empresa (OLIVEIRA, 2009). Dois diferentes tipos de atendentes são necessários (OLIVEIRA, 2009):
- Os atendentes ativos recebem um script telemarketing em que através da lista de instruções vão desenvolvendo o atendimento ao cliente.

- Os atendentes receptivos possuem preparação mais analítica, ou seja, através das informações passadas pelos clientes devem atuar na busca da satisfação do cliente, solução de uma reclamação ou ainda atender a solicitação do cliente.

## Líderes de Mercado
Os quatro principais fornecedores de sistemas de CRM incluem Salesforce.com, Microsoft, SAP e Oracle, com Salesforce.com representando 18,4% do mercado, Microsoft representando uma fatia de 6,2%, SAP representando 12,1% e Oracle representando 9,1% do mercado em 2015. Para o mercado verticalizado, ou seja, específico, é importante fazer uma pesquisa mais aprofundada, nem sempre os principais CRMs são os melhores para negócios específicos, como educação.